# Edward Pain
Edward "Ted" Oscar Guthrie Pain (født 15. juli 1925, død 6. januar 2000) var en australsk roer.
Ted Pain var med til ved Commonwealth Games 1950 at vinde guld i otteren.
Pain var også en del af den australske otter, der deltog i OL 1952 i Helsinki. Den øvrige besætning i båden bestod af Dave Anderson, Bob Tinning, Ernest Chapman, Geoff Williamson, Geoff Williamson, Mervyn Finlay, Phil Cayzer og styrmand Tom Chessell. Australierne blev nummer to i deres indledende heat, nummer tre i semifinalen, hvorpå de sikrede sig adgang til finalen med sejr i semifinaleopsamlingsheatet. I finalen var den amerikanske båd overlegne og vandt guld foran Sovjetunionen, mens australierne vandt bronze.
Han var i 1954 og 1955 med til at ro Oxford vs. Cambridge Boat Race for Oxford; første gang blev det til Oxford-sejr, anden gang til nederlag.

## OL-medaljer
- 1952:  Bronze i otter